# 樹熊猴
樹熊猴是懶猴科的一种原猴，樹熊猴屬下唯一一种，与金熊猴和假熊猴是近亲。

## 分类
樹熊猴共有三个已知亚种：
- Perodicticus potto potto
- Perodicticus potto edwardsi
- Perodicticus potto ibeanus

## 特征
樹熊猴的体长为30-40厘米，尾长3-10厘米，最重可达1.5公斤。毛发卷曲，灰褐色。

## 习性
樹熊猴栖息于热带非洲的雨林中，从几内亚到肯尼亚、乌干达都有分布。樹熊猴是夜行动物，树栖，行动迟缓，白天在树叶丛中睡觉，几乎不到地面上活动。食性为65%水果，21%树汁和10%的昆虫，偶尔也捕捉蝙蝠和小鸟。

## 繁殖
孕期为170天，通常一胎为一仔，有时也有两仔。断奶期为五个月，18个月性成熟。圈养条件下平均寿命可达26年。